# Find out (AIR-Gの番組)
『Find out』（ファインド・アウト）は、2021年4月7日から2022年3月30日まで、毎週水曜日にエフエム北海道で放送されていたラジオ番組。

## 概要
スキージャンプ選手からサラリーマンを経験し経営者となったフェザーホーム代表取締役の千田侑也が、残業中や帰宅途中のリスナーに向け日々の生活のプラスアルファとなる話題を探し出して紹介し、人生を豊かに出来るようなきっかけを探し出す番組。